# Itombwe (secteur)
Itombwe est un secteur du territoire de Mwenga dans la province du Sud-Kivu au Congo-Kinshasa. Itombwe est subdivisé en six groupements: Basimukinji I, Basimukinji II, Basimwenda, Basimunyaka, Basikamakulu et Basimukuma.

## Histoire
Le « territoire des Bembe », créé le 15 avril 1926, devint de 1934 à 1937, la « Zone de Fizi » qui fut divisée en cinq secteurs : ceux de Ngandja, Mutambala, Tanganyika, Lùlenge et Itombwe. Itombwe est une collectivité du secteur de Babembe, en République démocratique du Congo, se trouvant dans le territoire de Mwenga. Ce dernier fut rattaché, le 31 décembre 1947 au territoire des balega de Mwenga.

## Découpage administratif du secteur d'itombe
| N°                                                        | Groupement     | Chef-lieu | Localités | Superficie | Habitants | Hommes | Femmes | Garçons | Filles |
| --------------------------------------------------------- | -------------- | --------- | --------- | ---------- | --------- | ------ | ------ | ------- | ------ |
| 1                                                         | Basimukinji I  | Kitopo    | 45        | 2110 km2   | 17482     | 2843   | 3331   | 5666    | 5642   |
| 2                                                         | Basimukinji II | Lubumba   | 18        | 420 km2    | 4593      | 815    | 886    | 1458    | 1434   |
| 3                                                         | Basimwenda     | Tubangwa  | 16        | 780 km2    | 5348      | 510    | 604    | 1587    | 1587   |
| 4                                                         | Basimunyaka    | Kipombo   | 13        | 215 km2    | 4279      | 889    | 1025   | 1639    | 1795   |
| 5                                                         | Basikamakulu   | Ibumbu    | 5         | 70 km2     | 707       | 100    | 100    | 108     | 73     |
| 6                                                         | Basimukuma     | Malenge   | 5         | 95 km2     | 381       | 165    | 185    | 174     | 183    |
|                                                           | Total          |           | 102       | 3690 km2   | 32790     | 5322   | 6131   | 10632   | 10714  |
| Source : recensement de 2006 par le chef de collectivité. |                |           |           |            |           |        |        |         |        |

Le chef-lieu de la collectivité avait été établi, à l'origine, par les Belges à Miki, il a été, après l'indépendance, transféré à Kipupu. Les grands villages d'Itombwe sont Miki, Kipupu, Tulambo, Tubangwa, Magunda, Bijombo, Mikenge, Kalingi, Kitopo, et Lubumba. La collectivité regorge d'une biodiversité riche en faune et flore de renommée internationale. Presque toutes les grandes rivières du Kivu prennent leurs sources dans le haut plateau d'Itombwe.

## Géographie
Lubumba est le chef-lieu du groupement de Basimukinji II. Il est situé dans la réserve naturelle D'itombwe. Il est délimité à l’Est, Nord et Sud par le Territoire d’Uvira et à l’Ouest par les Localités de Nangyale, M’mbanda et M’songyo.  Les coordonnés géographiques sont de 28 et 29° de longitude et 3° 24 minutes latitude sud avec un climat équatorial d’altitude moyenne. L’altitude moyenne est de 2800 m et décline légèrement vers l’ouest. Lubumba est soumis à deux saisons : la saison pluvieuse allant d’octobre à mai et la saison sèche allant de juin au début octobre.

## Éducation
Magunda compte une école primaire (école primaire Magunda) et secondaire (Institut Magunda) qui ont fourni une élite intellectuelle non négligeable pour la province du sud Kivu en particulier et la RDC en général. Ce village fournit aussi les élèves et étudiants pour les écoles secondaires de la ville d’Uvira et les institutions de l’enseignement universitaires du Kivu (Bukavu, Goma). Le village est réputé pour être le grenier de la ville d’Uvira et ses environs. On y cultive notamment des pommes de terre et des haricots. On y pratique aussi l’élevage de vaches, moutons, chèvres, poules, etc. 

## Économie et infrastructures
Magunda abrite un grand marché des vaches, moutons chèvres poules qui sont convoyés vers les villes d’Uvira, Kaziba, Lemera, Sange, Kiliba et même vers Bukavu et ailleurs. Ce marché est un lieu de rencontre de la population des villages des territoires d’Uvira, de Walungu et de Mwenga. Cette localité, comme le reste du haut plateau d'Itombwe souffre de manque de moyen de communication alors qu'elle se trouve à quelques kilomètres de la ville d'Uvira et celle de Bukavu, le chef-lieu de la province du Sud-Kivu.